# Welham Green
Welham Green – wieś w Anglii, w hrabstwie Hertfordshire, w dystrykcie Welwyn Hatfield. Leży 12 km na południowy zachód od miasta Hertford i 26 km na północ od centrum Londynu. W 2001 miejscowość liczyła 3639 mieszkańców.